# You and Me (You+Me)
You and Me is een nummer van het Canadees-Amerikaanse muziekduo You+Me, bestaande uit Dallas Green en Pink, uit 2014. Het is de eerste single van hun album Rose Ave.
"You and Me" is een ingetogen ballad over de onvoorwaardelijke liefde tussen een man en een vrouw. Het nummer werd een bescheiden hit in Canada, het thuisland van Dallas Green, waar het de 48e positie behaalde. In de Verenigde Staten, het thuisland van Pink, deed de plaat niets in de hitlijsten. Ook in Nederland haalde de plaat, ondanks kleine airplay op de radio, de hitlijsten niet.

## Tracklijst
- Muziekdownload

1. "You and Me" - 3:12